# Pensieri sulla cometa
I Vari pensieri scritti ad un dottore della Sorbona in occasione della cometa apparsa nel mese di Dicembre 1680, spesso abbreviato in Pensieri diversi sulla cometa, (o Pensieri sulla cometa) è un testo del filosofo e storico  francese Pierre Bayle pubblicato nel 1682. 
Questo fenomeno naturale, il passaggio della cometa del 1680,  diede a Bayle l'opportunità di criticare, come precursore dell'illuminismo, l'idolatria e il fanatismo religioso a cui preferiva la libertà di espressione.

## Temi e contenuti
In questo testo Bayle sviluppa, in particolare, una critica della superstizione e della tradizione, verso l'abitudine dell'epoca di partire da un fatto prima di averlo studiato, nel tentativo di comprenderlo. Dunque, la cometa arriva contemporaneamente alle disgrazie terrestri, quindi ne è la causa o addirittura le annuncia. A questo Bayle risponde che se la cometa fosse un segno di sventura imminente o se semplicemente le causasse apparendo nel cielo, ciò equivarrebbe a dire che l'uomo che esce di casa è la causa del passaggio di così tante persone nella strada in cui abita.
Questo testo permette inoltre a Bayle di criticare, oltre alla superstizione, anche l'oscurantismo e l'abitudine di ridurre tutto ciò che non si comprende immediatamente a un'azione divina. Pertanto, poiché le conoscenze dell'epoca non consentivano di spiegare la sua origine, la sua formazione o, ad esempio, il fatto che avesse una coda, la cometa divenne un presagio divino.

## Fortuna dell'opera
I Pensieri sulla cometa è tra le opere più celebri di Bayle, tra i più importanti  esponenti del libertinismo filosofico e dello scetticismo; in quest'opera, inoltre, Bayle crea la figura del cosiddetto ateo virtuoso.